# Gà rừng lông đỏ
Gà rừng lông đỏ (danh pháp hai phần: Gallus gallus) là một trong bốn loài gà trong chi gà rừng, phân họ Phasianinae, họ Phasianidae.
Gà nhà (Gallus gallus domesticus) là một loài gia cầm thuần hóa, một phân loài của loài này.

## Phân bổ
Gà rừng lông đỏ sinh sống ở nhiều kiểu rừng, tập trung ở vùng nhiệt đới và cận nhiệt đới. Chúng xuất hiện ở nhiều nơi trên thế giới: Trung Quốc, Myanmar, Lào, Campuchia, Việt Nam. Ở Việt Nam gà rừng có mặt nhiều tại các tỉnh miền núi trung du. Gà rừng ngày nay vẫn còn tìm thấy ở các rừng già, nguyên sinh. Nhưng do mục đích khác như làm cảnh, lai tạo với các giống gà nhà, gà ngoại như gà Mỹ để phục vụ cho mục đích đá gà nên rất nhiều người đã săn bắt chúng với mục đích lợi nhuận. Vì vậy, nguồn gen quý của gà rừng đang có nguy cơ biến mất.

## Phân loài
Gà rừng lông đỏ còn được chia thành nhiều phân loài khác nhau:
- Gà rừng Đông Dương: Gallus gallus gallus
- Gà rừng Java: Gallus gallus bankiva
- Gà rừng Việt Nam: Gallus gallus jabouillei
- Gà rừng Ấn Độ: Gallus gallus murghi
- Gà rừng Myanmar: Gallus gallus spadiceus
- Gà nhà: Gallus gallus domesticus

## Hình ảnh

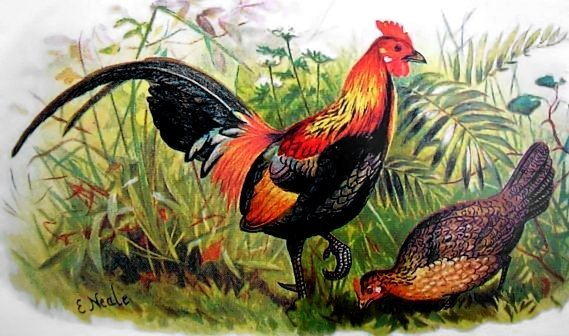
Con trống và con mái, tranh vẽ năm 1881
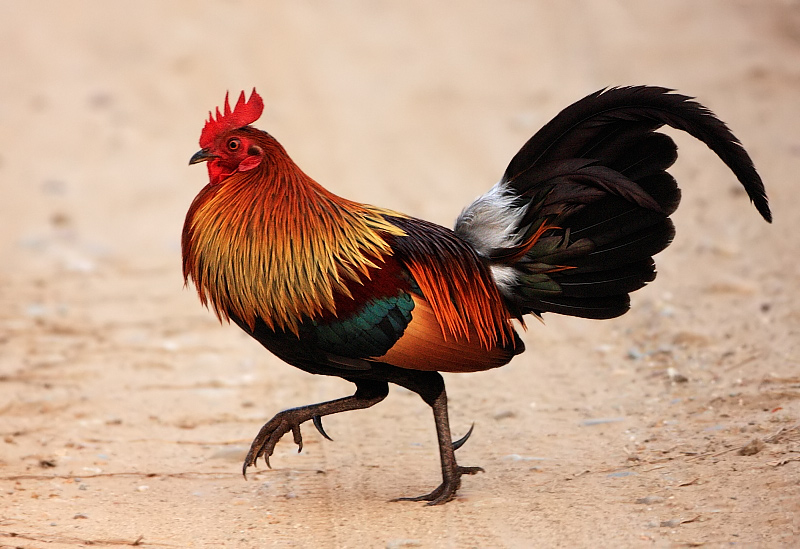
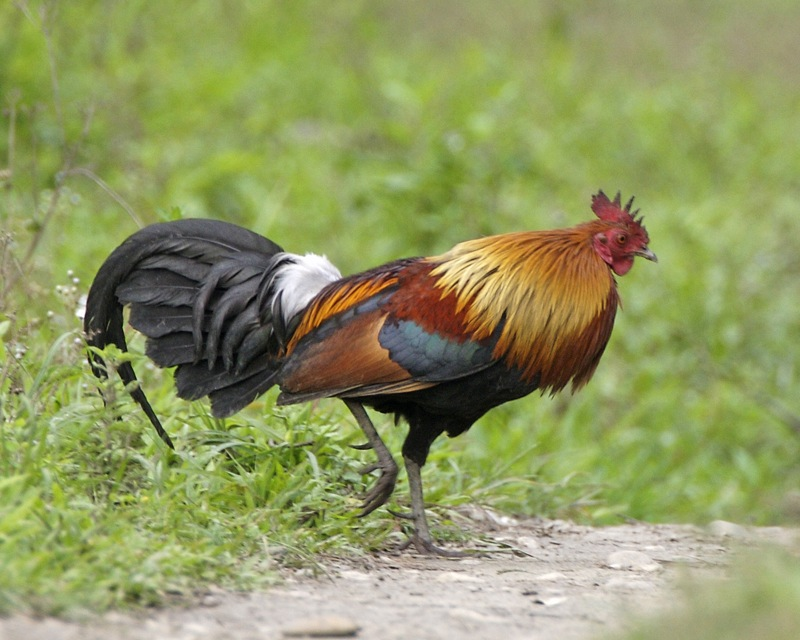
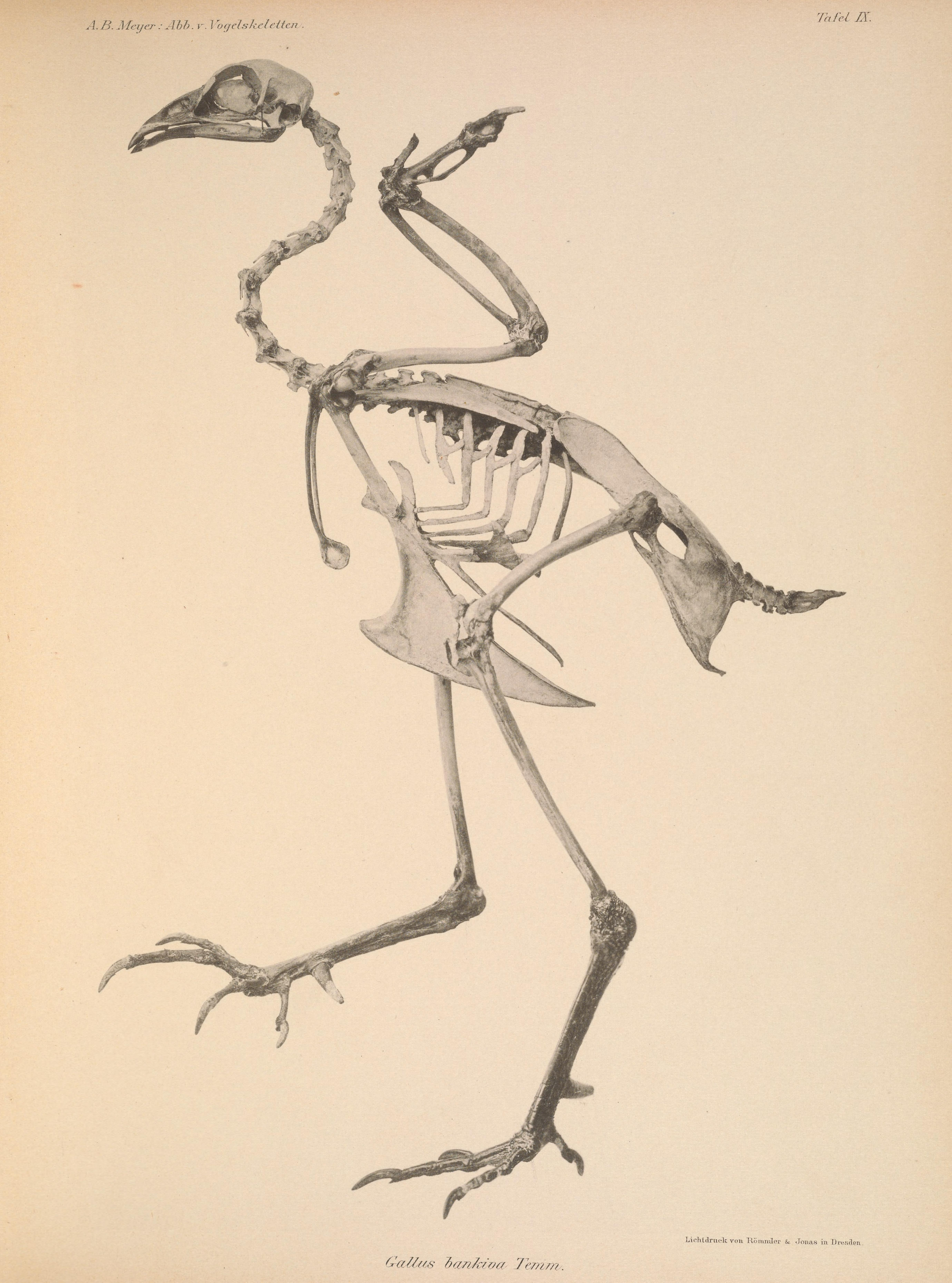
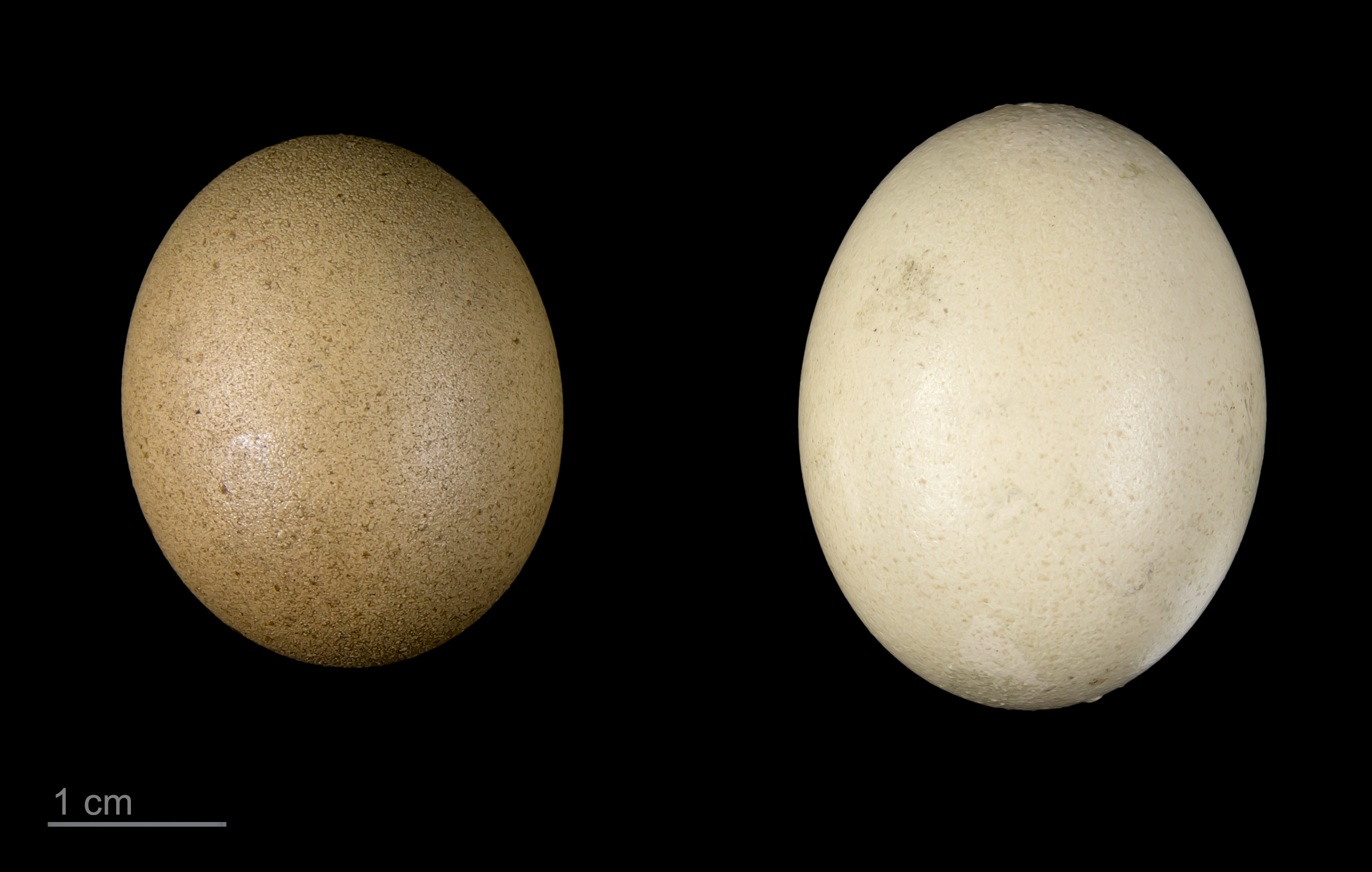